# Andrés Simón
Andrés Simón, född den 15 september 1961, är en kubansk före detta friidrottare som tävlade i kortdistanslöpning.
Simóns främsta merit är från inomhus-VM 1989 då han vann guld på 60 meter. Han blev femma på samma distans vid inomhus-VM 1991 och sjua vid inomhus-VM 1993.
Utomhus deltog han vid VM 1987 på 100 meter där han blev utslagen i semifinalen. Han ingick i det kubanska stafettlaget på 4 x 100 meter som blev bronsmedaljörer vid Olympiska sommarspelen 1992.

## Personliga rekord
- 60 meter - 6,52 från 1989
- 100 meter - 10,06 från 1987